# Pericyma albomarginata
Pericyma albomarginata är en fjärilsart som beskrevs av Embrik Strand 1917. Pericyma albomarginata ingår i släktet Pericyma och familjen nattflyn. Inga underarter finns listade i Catalogue of Life.